# Terry Harryman
Terry Harryman, né le 26 septembre 1938, est un copilote britannique de rallye. 

## Biographie
Terry Harryman a participé à 51 épreuves du Championnat WRC de 1978 à 1999, et a notamment été le navigateur de Tony Pond, Ari Vatanen, Michèle Mouton, Mark Lovell, Franco Cunico (triple champion d'Italie) et Hamed Al-Wahaibi. Avec ce dernier, il a participé au MERC en 1997 et 1998 (2e au rallye d'Oman en 1998 et 3e aux rallyes d'UAE, Jordanie, Qatar et Dubai en 1997), et est revenu dans ce même championnat entre 2000 et 2003 (3e au rallye du Bahrein en 2001 avec Sheikh Jaber Al-Khalifa, à 63 ans).

## Palmarès

### Titre
- Champion d'Allemagne (Ouest) des rallyes 1986, avec Michèle Mouton (Peugeot 205 T16)
- Champion d'Irlande des rallyes1988, avec Mark Lovell (Ford Sierra Cosworth)
- Champion MERC du Groupe N des rallyes 1997, avec Hamed Al-Wahaibi (Mitsubishi Lancer Evo)

### Victoires en rallye

#### Victoires en championnat du monde des rallyes

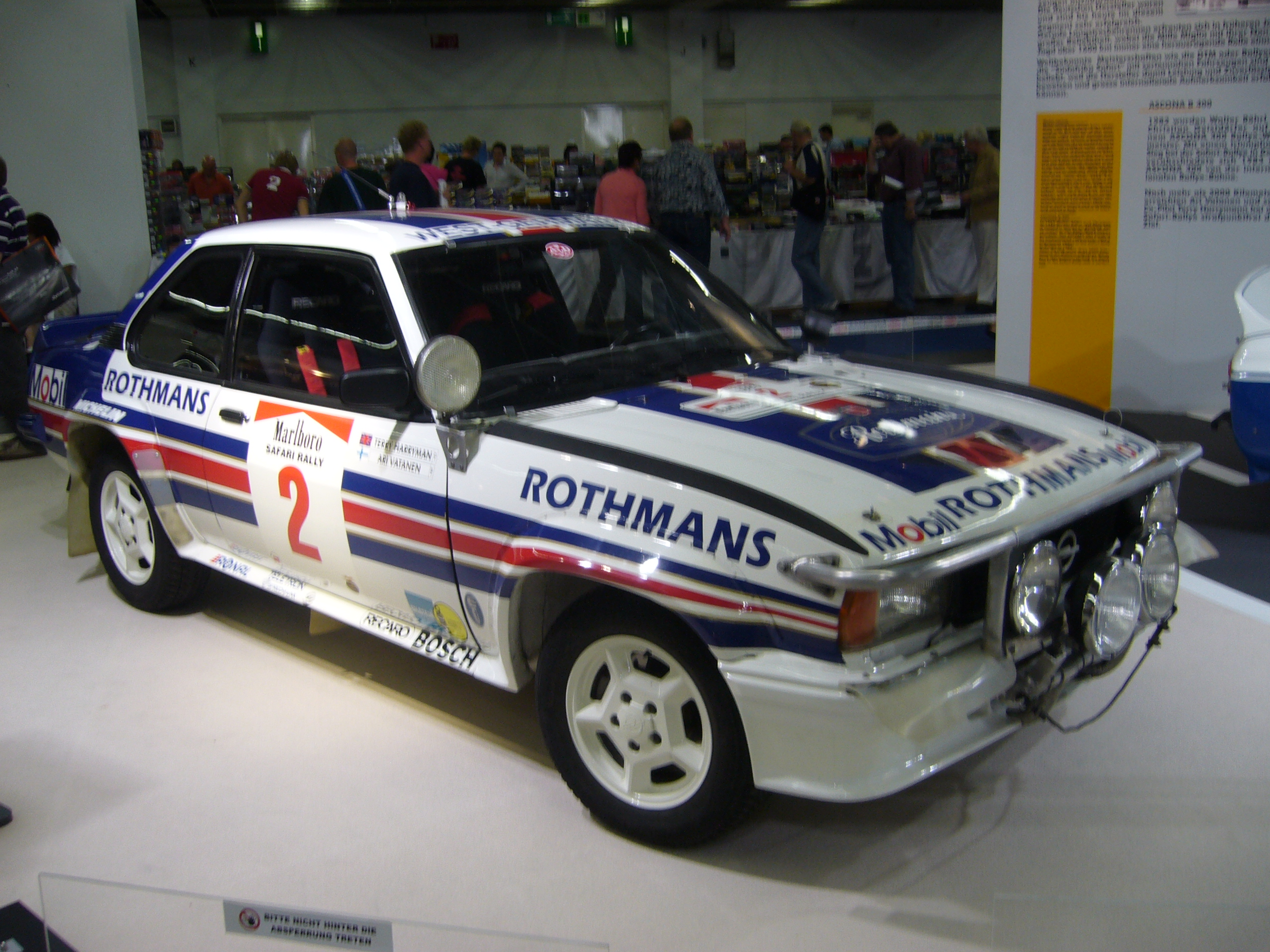
...victorieuse au Safari.

| # | Saison | Rallye                        | Pays        | Pilote      | Voiture              |
| - | ------ | ----------------------------- | ----------- | ----------- | -------------------- |
| 1 | 1983   | 31e Rallye Safari             | Kenya       | Ari Vatanen | Opel Ascona 400      |
| 2 | 1984   | 34e Rallye des 1000 lacs      | Finlande    | Ari Vatanen | Peugeot 205 Turbo 16 |
| 3 | 1984   | 26e Rallye Sanremo            | Italie      | Ari Vatanen | Peugeot 205 Turbo 16 |
| 4 | 1984   | 40e Rallye de Grande-Bretagne | Royaume-Uni | Ari Vatanen | Peugeot 205 Turbo 16 |
| 5 | 1985   | 53e Rallye Monte-Carlo        | Monaco      | Ari Vatanen | Peugeot 205 Turbo 16 |
| 6 | 1985   | 35e Rallye de Suède           | Suède       | Ari Vatanen | Peugeot 205 Turbo 16 |

#### Podiums en WRC (avec Ari Vatanen)
- 2e du rallye de Suède 1982
- 2e du rallye de Nouvelle-Zélande 1985
- 2e du rallye de Grande-Bretagne 1987

#### Victoires et podium en ERC
- Rallye de Hesse 1986, avec Michèle Mouton sur Peugeot 205 Turbo 16
- Rallye d'Allemagne 1986, avec Michèle Mouton sur Peugeot 205 Turbo 16
- 2e du rallye de l'Île de Man, avec Ari Vatanen sur Opel Manta 400

#### Victoires en championnat d'Allemagne des rallyes[1]
Six victoires, sur huit courses au programme (pilote Michèle Mouton, sur Peugeot 205 Turbo 16 Gr.B):
- 1986 : Kolhe & Stahl Rallye
- 1986 : Vorderpfalz Rallye
- 1986 : ADAC-Rallye Hessen
- 1986 : ADAC-Deutschland Rallye
- 1986 : Sachs Baltic Rallye
- 1986 : 3-Städte Rallye

#### Victoires en championnat d'Irlande
Avec Mark Lovell (sur Ford Sierra RS Cosworth)
- 1988 : Cork 20 Rally
- 1988 : Donegal International Rally